# 阿皮基乌斯
马库斯·加维乌斯·阿皮基乌斯（英語：Marcus Gavius Apicius），提比略统治时期的一位公认的美食家，著有与烹饪相关的作品。以其写作食谱《论烹饪》被认为是他后期的作品，成书于4世纪或5世纪，记有500种食谱。